# 博物館島
博物館島（德語：Museumsinsel，發音：[muˈzeːʊmsˌɪnzl̩] ⓘ）位於德國柏林市中心施普雷河島北端，是由柏林旧博物馆、柏林新博物馆、旧国家美术馆、博德博物馆和佩加蒙博物馆五座博物馆组成的博物館群。它是德國最受歡迎的景點，也是歐洲最重要的博物館遺址之一。1999年，博物館島因見證19世紀和20世紀博物館的建築和文化發展，被聯合國教科文組織指定为世界文化遺產。
博物館島於1830年至1930年由普魯士國王下令按照五位建築師的計劃建造，自德國統一以來，博物館島按照總體規劃進行了重建和擴建。並增設多棟建築其附屬設施等單位。2019年建成的詹姆斯·西蒙画廊是整个博物馆岛的总入口。

## 历史

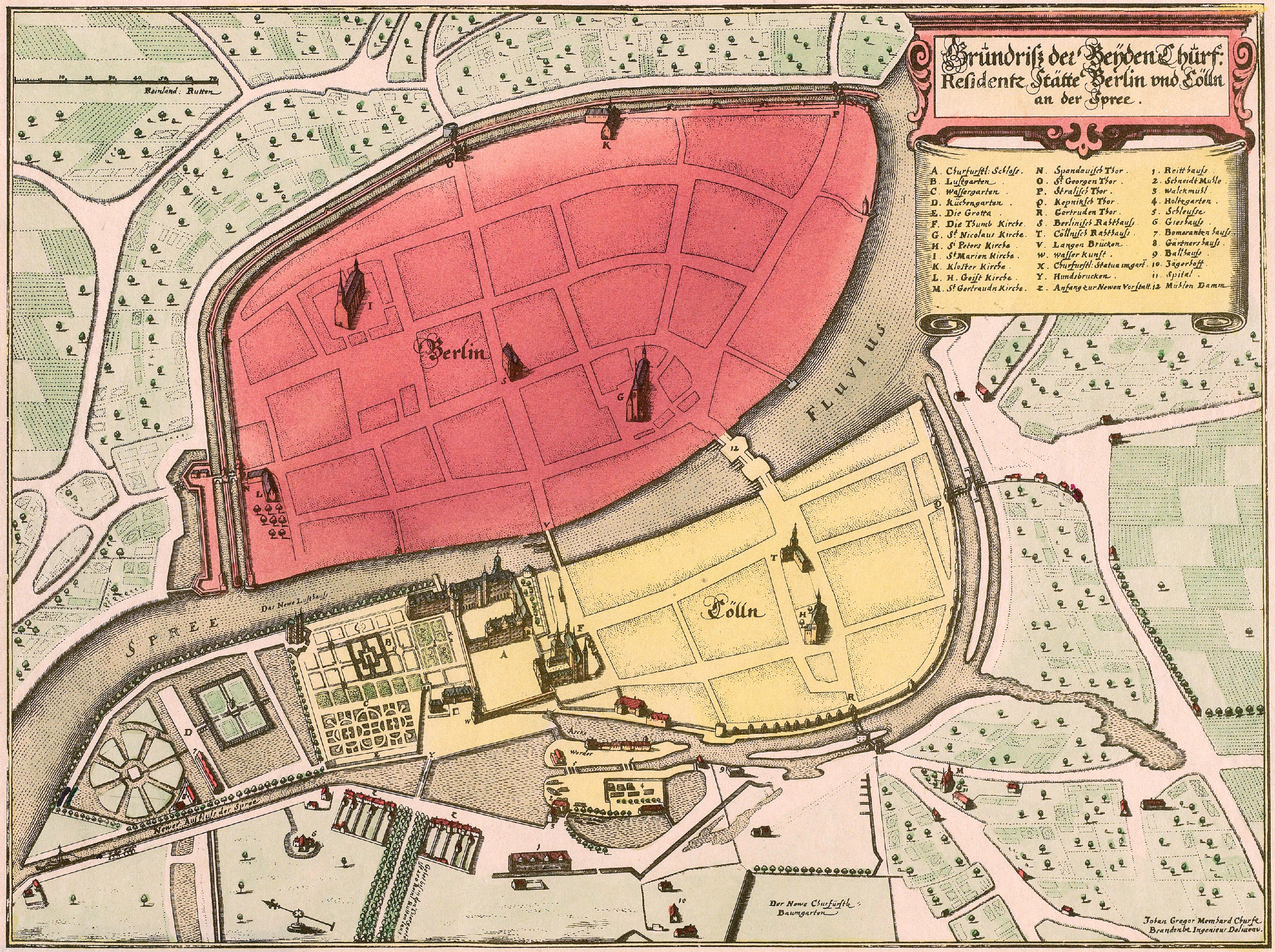
1652年的柏林城市规划图，图中央对角线走向的是施普雷河，图的上方是柏林城，图的下方是施普雷岛，岛的左侧部分是宫殿花园，岛的右侧部分是Cölln城。

中世纪时的施普雷岛北部由于地势较低还是一片沼泽，地势较高的南部则在13世纪时发展起来一座名为Cölln的城市。此后很久岛的北部才被使用，作为柏林王宮的花园，17世纪时施普雷岛上建造了一座休闲花园。
1797年普鲁士国王腓特烈·威廉二世采纳了考古学家、艺术学教授阿洛伊斯·希尔特的建议，准备在岛上建造一座博物馆，以展出古代和新时代的艺术珍宝。1810年腓特烈·威廉三世正式颁布法令举办向公众开放的艺术展览，以回应柏林市民对于公众教育和公开艺术展会越来越大的呼声。普鲁士的杰出建筑师、城市规划师与画家卡尔·弗里德里希·申克尔于1822年提出了在施普雷岛北部新建博物馆建筑的规划图，在申克尔的草图中，除了新建一座博物馆外，还有排水渠和多座桥梁，博物馆的工程由柏林洪堡大学的创始者、教育家威廉·冯·洪堡总负责。
博物馆岛上的第一座建筑是1830年的博物馆（现为柏林旧博物馆），它同时也是普鲁士的第一座公众博物馆。1859年普鲁士皇家博物馆（现为的柏林新博物馆）开张，紧随其后的是1876年的国家画苑（现为老国家艺术画廊）、1904年的位于岛尖上的腓特烈国王博物馆（1960年起改名为“博德博物馆”，以纪念德国艺术史学家、现代博物馆学的创始人之一威廉·冯·博德），和1930年的帕加马博物馆。1870年代末，这块区域被正式命名为“博物馆岛”，就此宣告了普鲁士王国仿效巴黎和伦敦规模建造博物馆的决心，1880年进一步决定，今后在博物馆岛上将只展出“高贵的艺术品”，这在当时指的是欧洲和近东艺术。
在第二次世界大战中，博物馆岛的70%被炸毁，1950年起的战后重建并没有包括受损最严重的新博物馆，人们本打算将其拆除，这一计划因为没有找到可以临时存放藏品的地方而搁浅，直到1987年人们最终决定不将其拆除，转而在原建筑上采取安全和修复措施，完整的施工方案在1989年前已经制定完成，但是因为所需资金数额过大而没能够实施。德国统一后的1990年代末，博物馆岛开始了大规模的重建工程，1999年普鲁士文化基金会确定了博物馆岛的重建总规划图，设计了一个地下连通方案将几个博物馆联系成一个博物馆建筑群，并对1989年前的藏品进行重新分配。

## 组成
博物館島是一个柏林國際博物館的綜合體，也是柏林国立博物馆的一部分，博物館建築共位於該島的北部，博物馆岛上共有6座博物馆，属于普鲁士文化基金会的一部分，主要展出考古藏品和19世纪的艺术品。在博物馆的总体规划中，博物馆岛将成为一个整体，几家博物馆将相互合作重新分配藏品，并集中展出所有博物馆的藏品，2019年建成整个博物馆岛的总入口，詹姆斯·西蒙畫廊，它同时也将是咨询中心、博物馆纪念品商店、餐厅、咖啡馆和特别展览厅，其中博物館島島上的設施群包括：
- 柏林旧博物馆：建于1830年，由卡尔·弗里德里希·申克尔设计，底楼展出雕塑、武器、金银首饰等从基克拉泽斯文明到古罗马时代的古希腊艺术和文化史藏品。

- 柏林新博物馆：建于1843年至1859年，2009年重新开放后作为埃及博物馆所在地，展品包括娜芙蒂蒂女王，以及阿蒙霍特普四世时期的其他艺术品。此外也展出有關史前史、古代史和石器时代等的出土文物。

- 帕加马博物馆：于1930年建成，展出古希腊和古罗马的雕塑，6000年悠久的中东历史、艺术和文化（中东博物馆），8世纪至19世纪的伊斯兰艺术（伊斯兰艺术博物馆）。帕加马博物馆以它雄伟的帕加马的帕加马祭坛、米利都的市场大门、和巴比伦的游行大街、伊什塔尔城门等考古复原物。

- 旧国家画廊：建于1867年至1876年，最初旨在建造一座「科学家的殿堂」，现收藏19世纪的雕塑和绘画作品，自浪漫主义到印象画派，一直到拿撒勒人畫派的湿壁画及腓特烈·威廉四世的骑马铜像。

- 博德博物馆：建于19世纪末20世纪初，主要展示3世纪至19世纪的拜占庭艺术作品（拜占庭博物馆），中世纪早期至18世纪的意大利和德国雕塑作品，从公元前7世纪小亚细亚开始铸造货币开始一直到20世纪的硬币和勋章等。

- 柏林城市宮：又稱作洪堡論壇，於2020年底開幕，展品包括古普魯士藝術室的繼承機構柏林民族博物館和亞洲藝術博物館的藏品。

## 圖片

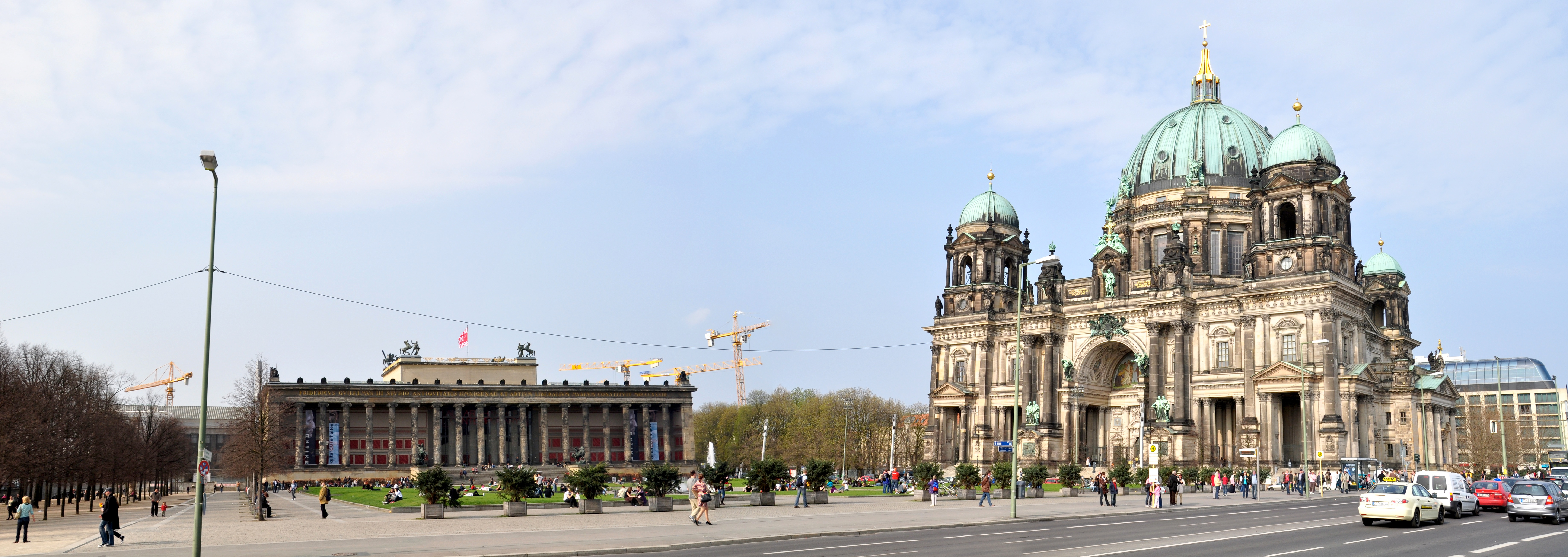
舊博物館、盧斯特花園和柏林大教堂
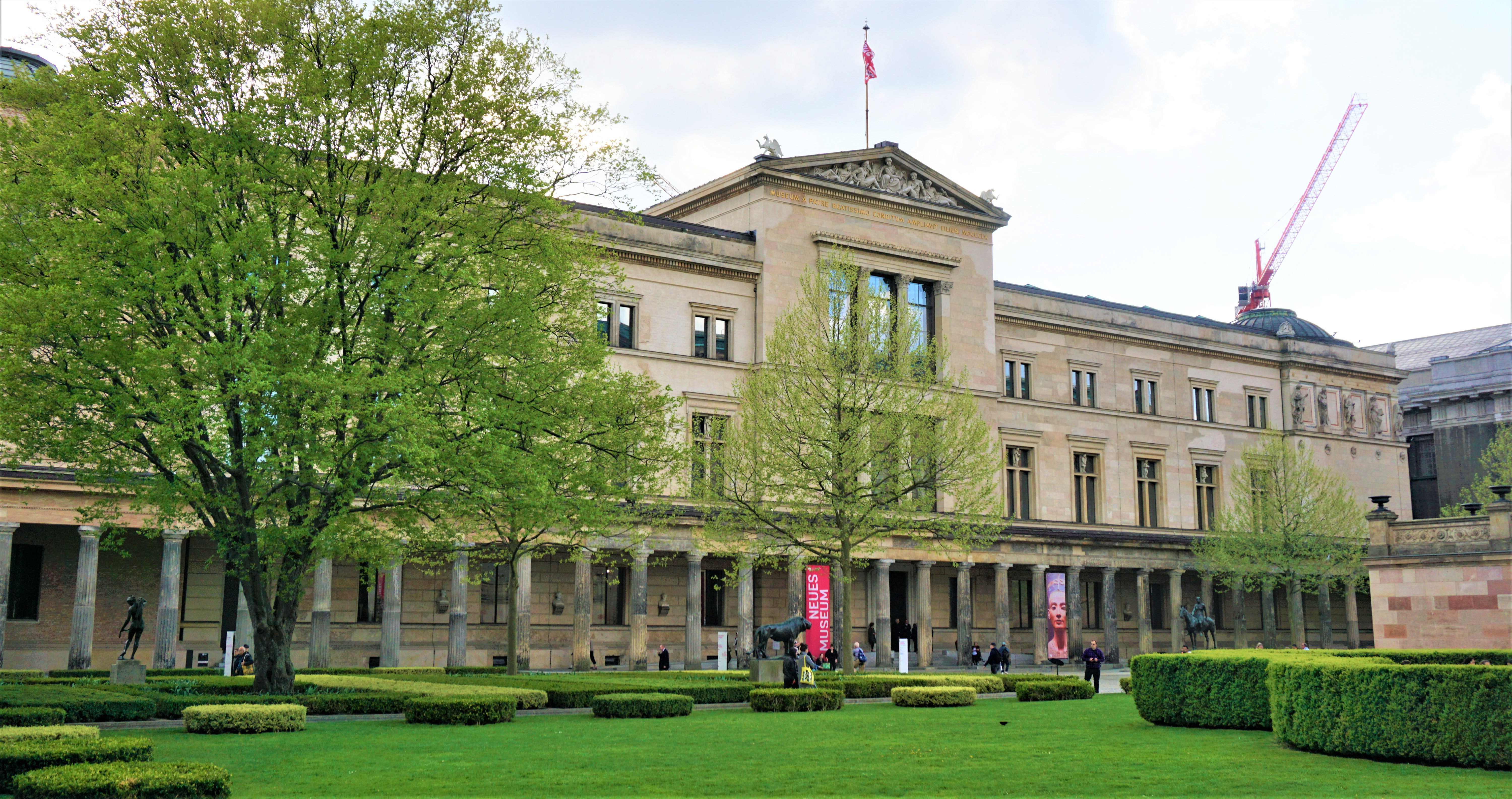
新博物館
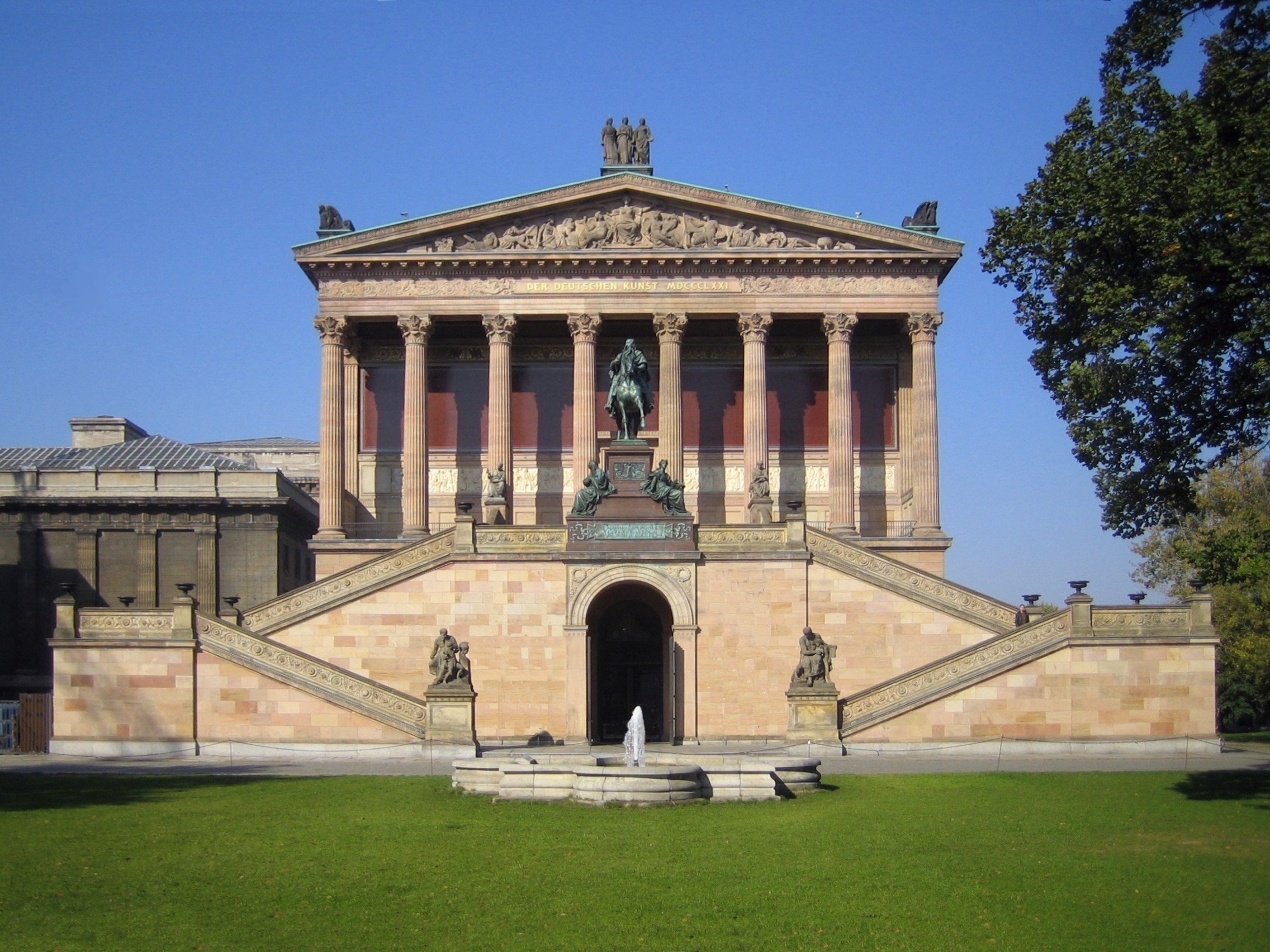
老國家美術館
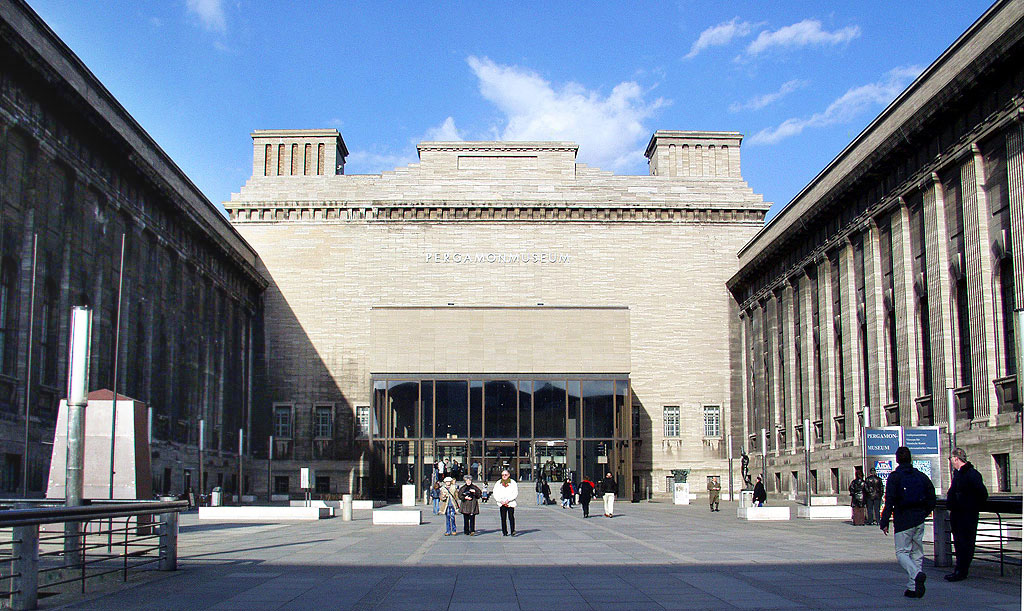
佩加蒙博物館
施普雷河全景
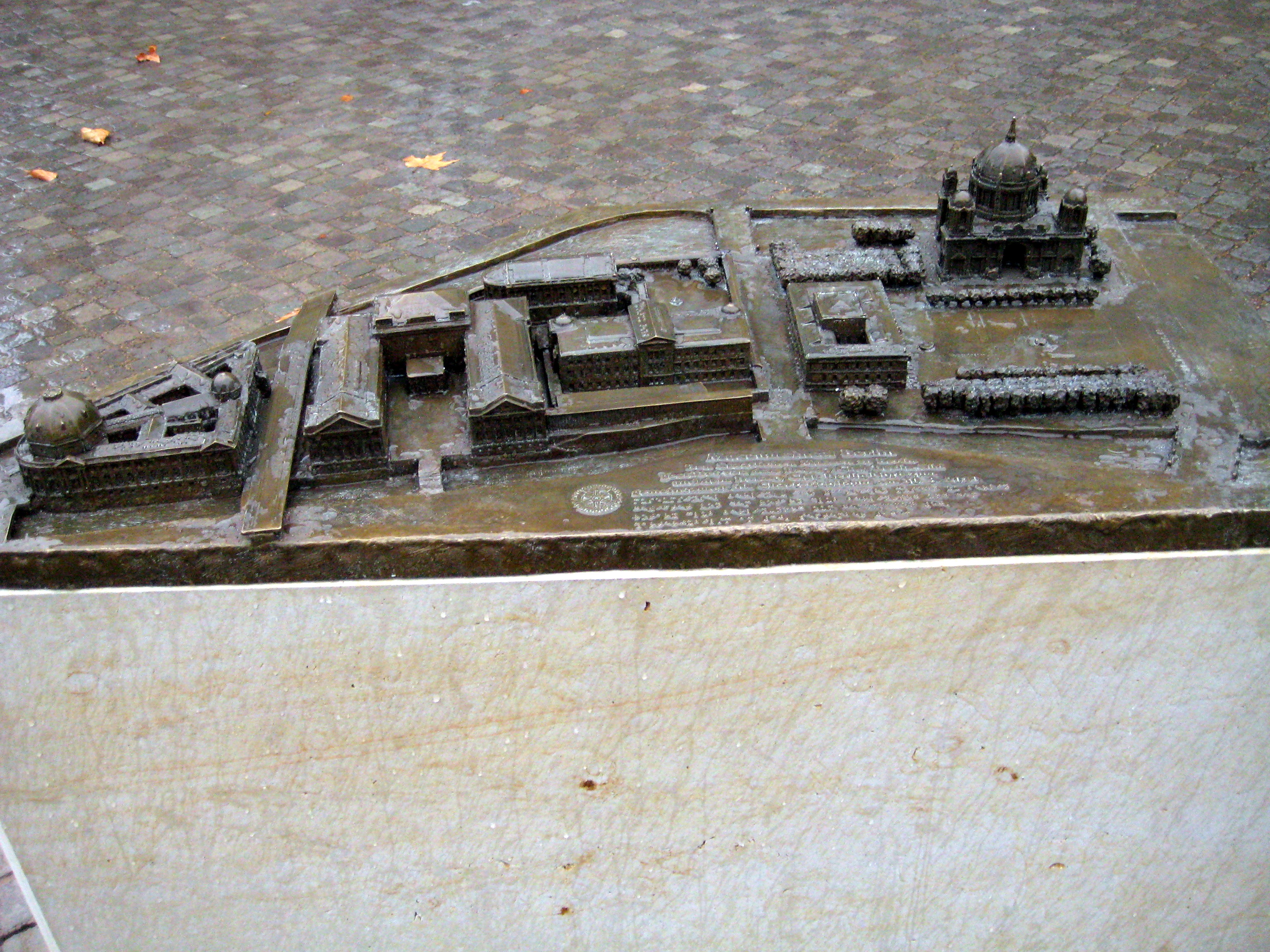
博物館島的比例模型
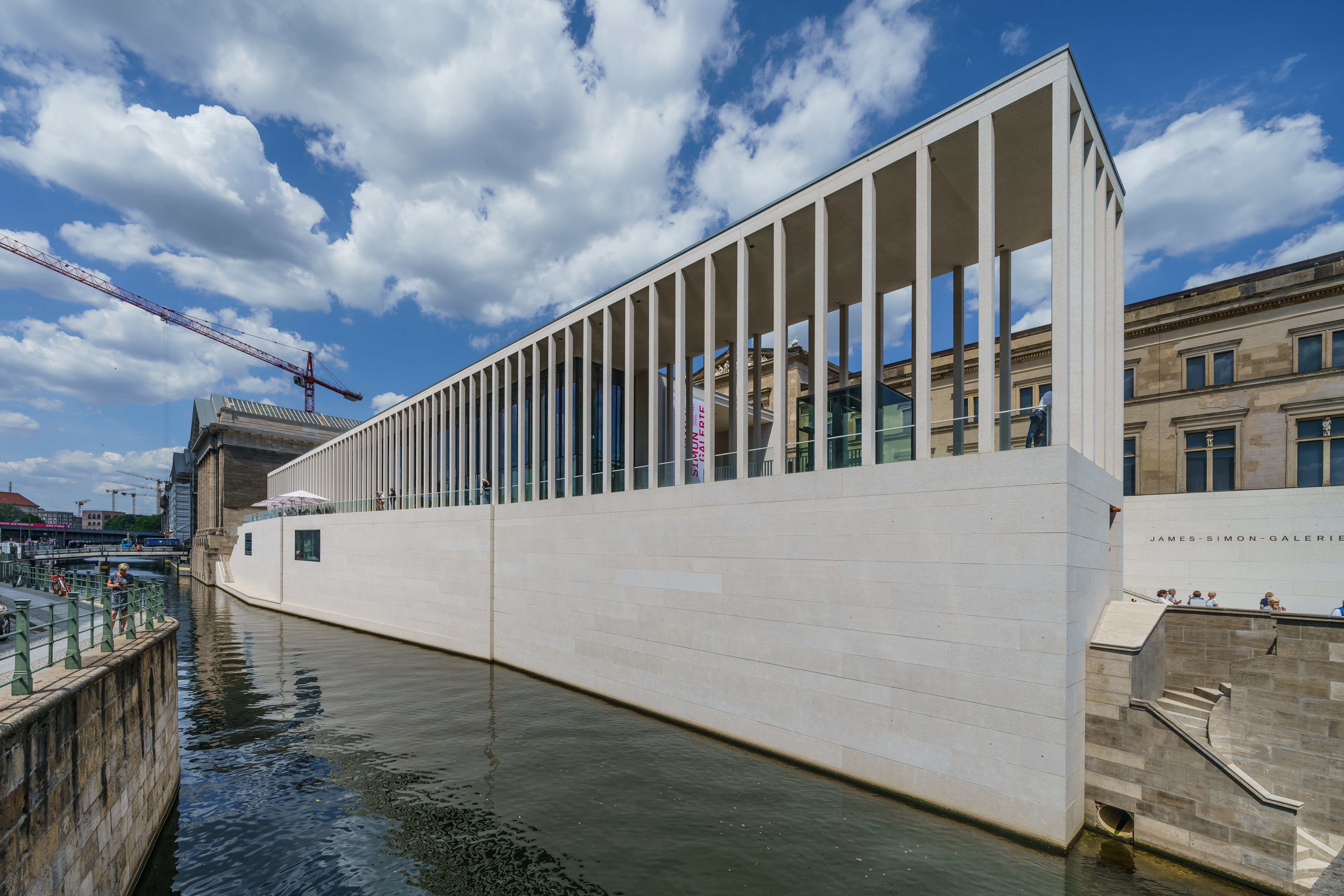
詹姆斯·西蒙畫廊
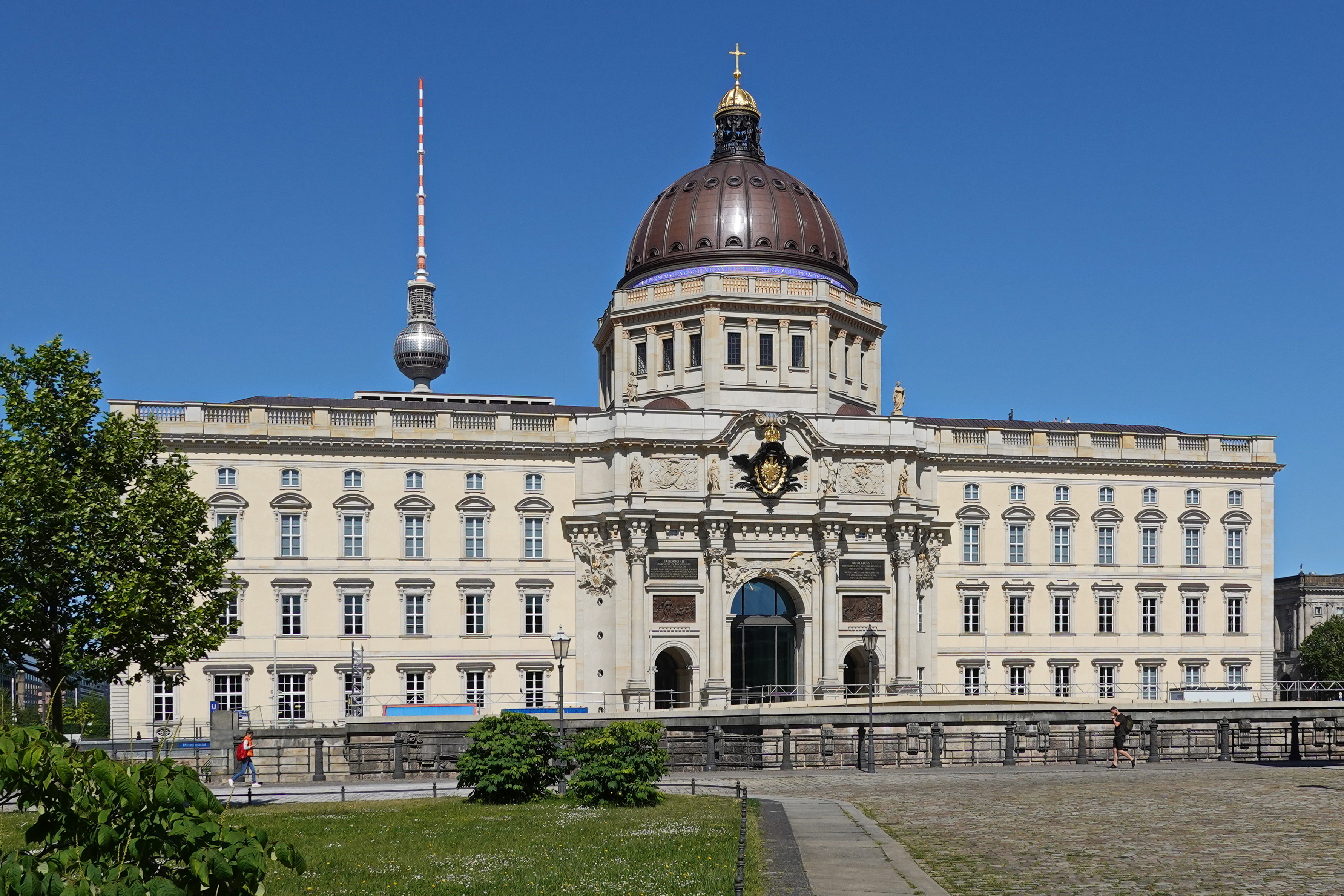
柏林城市宮